# Synarmadillo insulanus
Synarmadillo insulanus là một loài chân đều trong họ Armadillidae. Loài này được Ferrara & Schmalfuss miêu tả khoa học năm 1976.